# Stevia pyrolaefolia
Stevia pyrolaefolia là một loài thực vật có hoa trong họ Cúc. Loài này được Schlechtendal mô tả chính thức lần đầu tiên vào năm 1842.